# Envie
Envie là một đô thị tại tỉnh Cuneo trong vùng Piedmont của Italia, vị trí cách khoảng 50 km về phía tây nam của Torino và khoảng 35 km về phía tây bắc của Cuneo. Tại thời điểm ngày 31 tháng 12 năm 2004, đô thị này có dân số 1.971 người và diện tích 25,1 km².
Đô thị Envie có các frazione (đơn vị cấp dưới) Occa. Envie giáp các đô thị: Barge, Revello, Rifreddo, Sanfront.